# Titus Flavius Clemens
Titus Flavius Clemens est un homme politique romain ayant vécu au Ier siècle (né vers 50, mort en 95 à Rome), consul éponyme avec Domitien en 95.
Petit-neveu de l'empereur romain Vespasien, fils de Titus Flavius Sabinus, consul en 69, frère de Titus Flavius Sabinus, consul en 82 et petit-cousin des empereurs Titus et Domitien, il s'est peut-être converti au judaïsme ou au christianisme, ce qui a entraîné un conflit avec le pouvoir établi en 95.
C'est un saint pour l'Église catholique qui figure au Martyrologe romain à la date du 22 juin. Aujourd'hui, les historiens considèrent que sa conversion à une religion monothéiste est une invention tardive.

## Éléments biographiques
En 69, malgré la révolte des légions d'Orient et du Danube en faveur de Vespasien, Vitellius laisse en place le frère aîné de Vespasien, Titus Flavius Sabinus II, qui est alors préfet de Rome depuis douze ans. Lorsque les partisans de Vitellius sont vaincus par Antonius Primus, Sabinus II négocie en décembre 69 l'abdication de Vitellius contre une retraite dorée en Campanie. Mais Vitellius, poussé par les prétoriens et la populace, renonce à cette abdication. Des échauffourées au forum entre prétoriens et vigiles poussent Flavius Sabinus à se réfugier dans la forteresse sur la colline du Capitole. Il est probable que Clemens et son frère Titus Flavius Sabinus ainsi que leur père Titus Flavius Sabinus III sont les liberi (jeunes fils) que le frère de Vespasien a réussi à amener dans le Capitole fin décembre 69, accompagné de Domitien, âgé alors de 18 ans,. Mais les vitelliens donnent l'assaut et dans la confusion qui s'ensuit, le Capitole et le temple de Jupiter sont incendiés. Flavius Sabinus II finit « percé de coups et mis en pièces » et son cadavre est décapité, mutilé et traîné aux Gémonies,, mais les deux jeunes hommes parviennent à s'enfuir avec Flavius Sabinus III.
Il est possible que sa mère soit Arrecina Clementina, une sœur de Marcus Arrecinus Clemens et de sa femme Arrecina Tertulla. Toutefois, ce nom n'est épigraphiquement attesté nulle part. D'autres critiques estiment que cette hypothétique Arrecina Clementina pourrait-être sa grand-mère paternelle. À partir d'inscriptions, il a aussi été émis l'hypothèse qu'il ait été un fils de Cocceia, la sœur du futur empereur Nerva. Pour sa part, Titus Flavius Clemens était marié à Flavia Domitilla, fille de la sœur de Titus et de Domitien,, appelée Domitilla la Jeune pour la distinguer de sa mère Domitilla l'Aînée, et eut sept enfants. Il est possible que le père de la femme de Titus Flavius Clemens ait été Quintus Petillius Cerialis Caesius Rufus.
Clemens et Flavia Domitilla ont eu sept enfants. Selon Suétone, dans la Vie des douze Césars, deux de ses fils, quoique très jeunes, ont été ouvertement reconnus comme ses successeurs par Domitien, changeant leur nom, l'un en (Titus Flavius) Vespasianus et l'autre en (Titus Flavius) Domitianus,. Ils ont été élevées par Quintilien, probablement vers 90, on suppose que c'est pour cette raison que les ornamenta consularia lui ont été décernés,.
En 95, Clemens a été désigné consul éponyme avec l'empereur, probablement pour préparer ses fils à la succession. Il exerce sa fonction du 1er janvier au 1er mai,. Cependant, Domitien « attendit à peine que cet homme, d'une nullité abjecte (contemptissimae inertiae), fut sorti du consulat pour se défaire brusquement de lui sur le soupçon le plus frivole ». L'historien romain Dion Cassius est plus explicite : si Flavius Clemens est exécuté et sa femme exilée dans l'île de Pandateria, c'est pour « athéisme » (άθεότης), « accusation qui fit condamner également beaucoup d'autres personnes convaincues de s'être laissées entraîner aux coutumes des Juifs »,.

## Selon la tradition juive
Selon le Talmud repris en partie par Heinrich Graetz et la Jewish Encyclopedia,, Clemens (Kelomenos dans le Talmud) est considérablement influencé par les sages juifs de son temps, en particulier Rabbi Akiva. Son premier contact avec lui a lieu sur un bateau lors d'un voyage sur la Méditerranée vers la côte italienne. Rabbi Akiba participe à une ambassade juive, partie livrer un cadeau au nouvel empereur Domitien. Un fort orage menace le bateau et le capitaine perd tout espoir. Clemens amène son épouse sous le pont, et quand il revient, il voit Rabbi Akiba, ses mains levées vers le ciel, dire une prière à Dieu. Après qu'il fait sa prière, la mer redevient calme. Clemens se présente au Rabbi et lui offre ses services à Rome, mentionnant qu'il est un proche parent de l'empereur. À la cour de Domitien, Clemens défend Rabbi Akiba et ses compagnons car il s'avère que leur cadeau à l'empereur (un coffre de  terre) est une insulte et ils sont condamnés à mort. Clemens explique que ce pourrait être de la terre bénite, semblable à celle que le patriarche juif Abraham a utilisée contre les quatre rois. Or, il y a eu des attaques récentes contre la forteresse romaine de Mogontiacum (Mayence) capitale de Germanie supérieure. Domitien décide de laisser les rabbins séjourner chez Clemens jusqu'à ce qu'il puisse prouver la valeur de la terre bénite.
Chez Clemens, Rabbi Akiba lui apprend ainsi qu'à son épouse, Flavia Domitilla, le Dieu unique et les enseignements du judaïsme. La terre bénite permet le succès de l'empereur contre les Germains et celui-ci accorde des cadeaux précieux à la députation juive. Rabbi Akiba quitte Clemens dans de bonnes conditions, ayant planté la graine de l'amour pour le Tout-Puissant dans son cœur et celui de sa femme.
Environ quinze ans plus tard, des citoyens romains juifs rappellent les rabbins, car l'empereur Domitien est devenu un despote et se proclame un dieu. Il prépare un édit ordonnant le massacre, dans l'Empire romain, des Juifs (et donc des chrétiens, que les Romains considèrent alors comme une secte juive). Clemens et son épouse s'étant convertis au judaïsme, ils demandent spécialement la présence de Rabbi Akiba.
Quand les rabbins arrivent, Clemens les accueille et leur demande de passer la nuit chez Marcus Cocceius Nerva, un sénateur, qui succédera à Domitien après avoir planifié son assassinat avec Stephanus, un domestique de Clemens.
Cinq jours avant le vote de l'édit par le Sénat, l'épouse de Clemens, Flavia Domitilla, le convainc de se suicider afin de faire reporter le vote du Sénat, dans l'espoir que Dieu apporte un miracle avec ce nouveau délai. En effet, puisque Clemens est consul, s'il doit mourir, un autre consul doit être élu avant que le Sénat ne puisse prendre de nouvelles décisions. Cela prend longtemps pour élire un nouveau consul, et donc ce délai peut aider à sauver les Juifs. Le lendemain, Clemens va voir l'empereur Domitien et lui indique qu'il s'est converti au judaïsme. Le même jour, Domitien paraît devant le Sénat pour accuser le consul Flavius Clemens d'apostasie et de conversion au judaïsme. Clemens ne nie pas la charge et il est unanimement condamné à mort.
Avant de mourir, Flavius Clemens se circoncit lui-même et prend le nom de Ketiah bar Chalom (קטיעה בר שלום),. Son « martyre » est célébré dans la littérature hébraïque.
Le texte de Dion Cassius peut laisser supposer que le consul Flavius Clemens est favorable aux Juifs et est leur avocat à la cour impériale. Cela et l'exécution brutale de Flavius Clemens, liée ou non à son judaïsme supposé, sont peut-être le point de départ de la tradition orale juive. Toutefois certains historiens comme Simon Claude Mimouni estiment que cette identification n'est pas assurée dans la mesure où il semble y avoir eu de nombreux Clemens. D'autres critiques, font remarquer que dans le Talmud la femme de Kelomenos/Clemens est une sœur de Titus, alors que Flavia Domitilla n'est pas une sœur de Titus, mais sa nièce. Gsell dit : « Le rapprochement est très forcé et ne semble pas pouvoir être accepté ».

## Dans le christianisme
Plusieurs savants ont demandé si l'accusation d'« athéisme », « accusation qui fit condamner également beaucoup d'autres personnes convaincues de s'être laissées entraîner aux coutumes des Juifs », pour laquelle souffrirent Flavius Clemens et sa femme était fondée sur la foi chrétienne. Selon eux, cette accusation « prouve que les Romains ne distinguaient pas encore, au premier siècle, les chrétiens, qui, dans le principe, étaient tous Juifs ».
Sur la base de telles considérations, le Martyrologe romain indique à la date du 22 juin : « À Rome, commémoration de saint Flavius Clemens martyr, mis à mort par l'empereur Domitien, avec lequel il avait exercé l'office de consul, nominalement pour avoir nié les dieux, mais en réalité à cause de la foi du Christ. Cette date n'est pas celle de sa mort, mais correspond à la translation de ses reliques en 1725 dans la Basilique Saint-Clément-du-Latran,.
De l'autre côté, chez les anciens auteurs chrétiens ce n'est qu'au IXe siècle qu'est mentionnée pour la première fois la foi chrétienne du consul, sous la plume de Georges le Syncelle.
Du consul Clemens et de sa femme Paul Mattéi dit : « Peut-être étaient-ils chrétiens. Mais il est bien plus plausible qu'ils aient eu des accointances judaïques ».
Époux de sainte Domitille, (considérée comme sainte par les Églises catholique et orthodoxes) Flavius Clemens, (considéré comme saint par l’Église catholique) est considéré comme juif par la tradition juive. L’universitaire Bernard Pouderon, après étude du roman clémentin, le considère comme un judéo-chrétien 

## Identification avec l'évêque Clément de Rome
Dans le XIXe siècle, plusieurs savants identifiaient Titus Flavius Clemens avec l'évêque Clément de Rome. Selon Brian Jones, c'étaient certains « apologistes chrétiens » qui ont tenté cette identification.
Aujourd'hui on rejette cette identification. Peters dit : « Le silence unanime des meilleures sources sur ce point serait par trop étonnant : si le pape Clément avait été consul, s’il était un Flavien et le propre cousin de l’empereur, comment ne l’aurait-on pas retenu et redit? Selon Eusèbe, Clément de Rome vivait encore au début du règne de Trajan. Et ce n'est qu'au IXe siècle qu'est mentionnée pour la première fois la foi chrétienne du consul, sous la plume de Georges le Syncelle.
Le Martyrologe romain distingue entre Titus Flavius Clemens, qui y figure à a date du 22 juin, et Clément de Rome fêté le 23 novembre. Titus Flavius Clemens est donné comme ayant été exécuté à Rome par ordre de Domitien dans des conditions compatibles avec ce qui est rapporté par Suétone et Dion Cassius (en 95), alors que le Martyrologe romain ne dit rien de la manière de la mort du martyr évêque Clément de Rome, qui selon les légendes est exécuté par ordre de Trajan au début de son règne qui commence en 98, après qu'il a été « relégué au-delà du Pont-Euxin dans la solitude de Cherson : il serait mort noyé, après avoir été jeté dans la mer Noire avec une ancre accrochée au cou, ».

## Culte
En 1725, au cours de travaux effectués dans la basilique, des reliques que l'on pense être celles de Titus Flavius Clemens ont été redécouvertes dans la Basilique Saint-Clément-du-Latran,. Cet évènement a occasionné la première insertion dans le Martyrologe romain du son nom en 1747 : « À Rome, translation de Saint Flavius Clémens, homme de niveau consulaire et martyr, le frère de sainte Plautilla et oncle de la sainte Vierge et Martyre Flavia Domitilla, a été mis à mort à cause de la foi du Christ par l'empereur Domitien, avec qui il avait exercé l'office de consul. Son corps a été retrouvé dans la Basilique du pape saint Clément et, après une cérémonie solennelle, il a été replacé au même endroit ». Depuis la révision de l'an 2001 du Martyrologe romain, qui a éliminé les informations prises des Actes des saints Nérée et Achillée, le texte récite : « À Rome, commémoration de saint Flavius Clemens martyr, mis à mort par l'empereur Domitien, avec lequel il avait exercé l'office de consul, nominalement pour avoir nié les dieux, mais en réalité à cause de la foi du Christ.

## Lien avec la basilique Saint-Clément-du-Latran

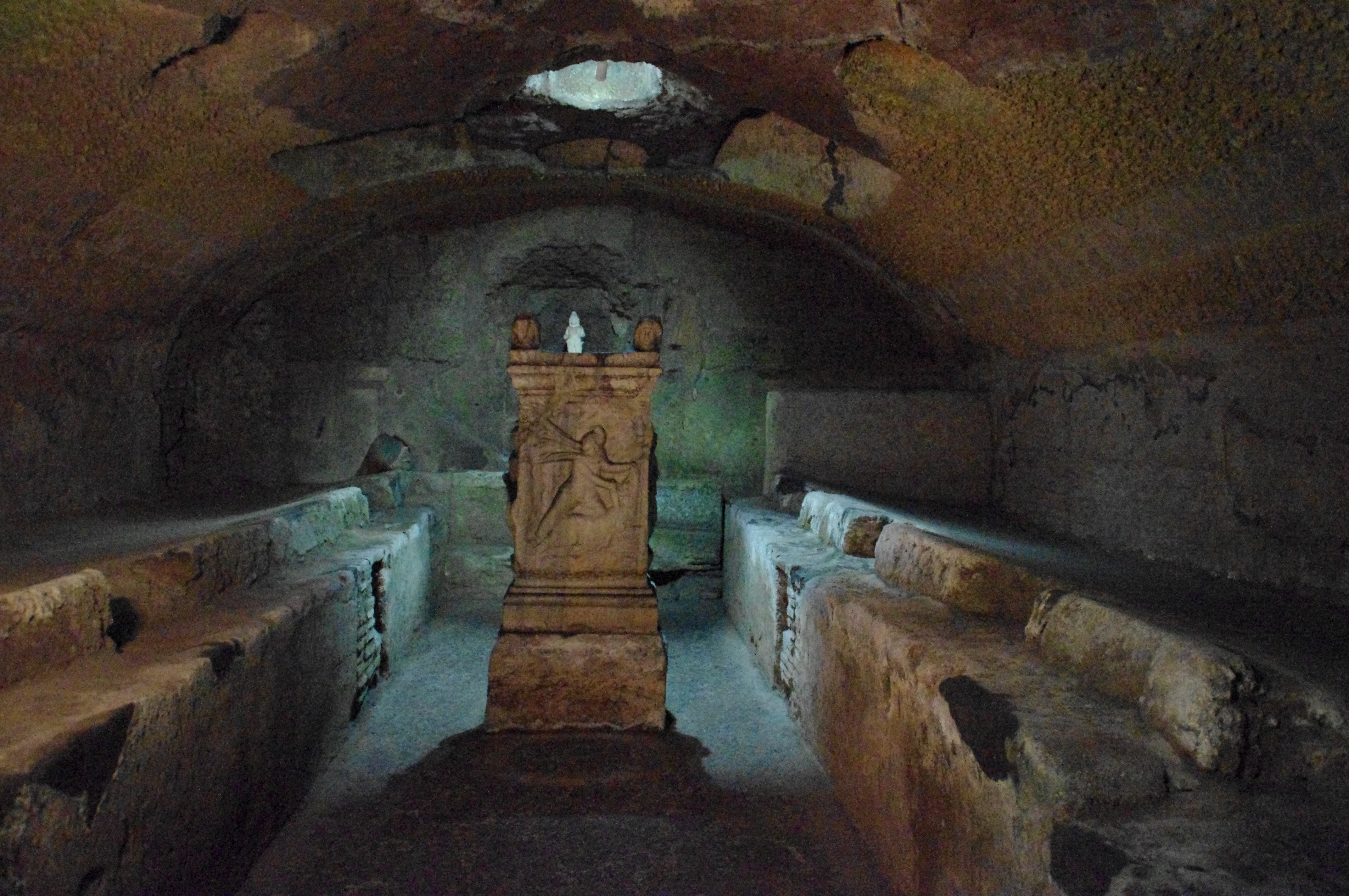
Le Mithraeum de San Clemente à Rome.

Sur le site de la Basilique Saint-Clément-du-Latran, située à Rome, a été mis au jour un complexe de bâtiments sur trois niveaux, dont le niveau archéologique le plus bas est une insula du Ier siècle, hébergeant  un mithraeum. Lors de fouilles, un collier a été retrouvé. Il porte une inscription qui mentionne l'appartenance d'un esclave à la domesticité de Clément « dominicu Clementis », accompagné par un symbole chrétien. À la fin du IVe siècle, Jérôme de Stridon identifiait à l'évêque Clément de Rome le propriétaire de cette résidence, qu'il sera plus correct identifier à un donateur homonyme du IVe siècle. L'attribution du bâtiment à l'évêque Clément de Rome a été vivement combattue dans les années 1930, notamment par E. Junyent.
La basilique est dédiée à l'évêque Clément de Rome depuis l'arrivée de ses reliques rapportées de Crimée par les saints Cyrille et Méthode au IXe siècle.

## Arbre généalogique
|              |              |              |              |                       |                       | Titus Flavius Petro (fl Ier siècle av. J.-C.) | Titus Flavius Petro (fl Ier siècle av. J.-C.) | Titus Flavius Petro (fl Ier siècle av. J.-C.)              | Titus Flavius Petro (fl Ier siècle av. J.-C.)              | Titus Flavius Petro (fl Ier siècle av. J.-C.)              | Titus Flavius Petro (fl Ier siècle av. J.-C.)              |                                                                              |                                                                              |                                                                              |                                                                              |                                                                              |                                                                              | Tertulla, fille de Tertullus          | Tertulla, fille de Tertullus          | Tertulla, fille de Tertullus          | Tertulla, fille de Tertullus          | Tertulla, fille de Tertullus | Tertulla, fille de Tertullus |                                                      |                                                      |                                                      |                                                      |                                                      |                                                      |                                  |                                  |                                  |                                  |  |  |                                                                          |                                                                          |                                                                          |                                                                          |                                                                          |                                                                          |
|              |              |              |              |                       |                       | Titus Flavius Petro (fl Ier siècle av. J.-C.) | Titus Flavius Petro (fl Ier siècle av. J.-C.) | Titus Flavius Petro (fl Ier siècle av. J.-C.)              | Titus Flavius Petro (fl Ier siècle av. J.-C.)              | Titus Flavius Petro (fl Ier siècle av. J.-C.)              | Titus Flavius Petro (fl Ier siècle av. J.-C.)              |                                                                              |                                                                              |                                                                              |                                                                              |                                                                              |                                                                              | Tertulla, fille de Tertullus          | Tertulla, fille de Tertullus          | Tertulla, fille de Tertullus          | Tertulla, fille de Tertullus          | Tertulla, fille de Tertullus | Tertulla, fille de Tertullus |                                                      |                                                      |                                                      |                                                      |                                                      |                                                      |                                  |                                  |                                  |                                  |  |  |                                                                          |                                                                          |                                                                          |                                                                          |                                                                          |                                                                          |
|              |              |              |              |                       |                       |                                               |                                               |                                                            |                                                            |                                                            |                                                            |                                                                              |                                                                              |                                                                              |                                                                              |                                                                              |                                                                              |                                       |                                       |                                       |                                       |                              |                              |                                                      |                                                      |                                                      |                                                      |                                                      |                                                      |                                  |                                  |                                  |                                  |  |  |                                                                          |                                                                          |                                                                          |                                                                          |                                                                          |                                                                          |
|              |              |              |              | Vespasia Polla (en)   | Vespasia Polla (en)   | Vespasia Polla (en)                           | Vespasia Polla (en)                           | Vespasia Polla (en)                                        | Vespasia Polla (en)                                        |                                                            |                                                            | Titus Flavius Sabinus (fl. Ier siècle av. J.-C.)                             | Titus Flavius Sabinus (fl. Ier siècle av. J.-C.)                             | Titus Flavius Sabinus (fl. Ier siècle av. J.-C.)                             | Titus Flavius Sabinus (fl. Ier siècle av. J.-C.)                             | Titus Flavius Sabinus (fl. Ier siècle av. J.-C.)                             | Titus Flavius Sabinus (fl. Ier siècle av. J.-C.)                             |                                       |                                       |                                       |                                       |                              |                              |                                                      |                                                      |                                                      |                                                      |                                                      |                                                      |                                  |                                  |                                  |                                  |  |  |                                                                          |                                                                          |                                                                          |                                                                          |                                                                          |                                                                          |
|              |              |              |              | Vespasia Polla (en)   | Vespasia Polla (en)   | Vespasia Polla (en)                           | Vespasia Polla (en)                           | Vespasia Polla (en)                                        | Vespasia Polla (en)                                        |                                                            |                                                            | Titus Flavius Sabinus (fl. Ier siècle av. J.-C.)                             | Titus Flavius Sabinus (fl. Ier siècle av. J.-C.)                             | Titus Flavius Sabinus (fl. Ier siècle av. J.-C.)                             | Titus Flavius Sabinus (fl. Ier siècle av. J.-C.)                             | Titus Flavius Sabinus (fl. Ier siècle av. J.-C.)                             | Titus Flavius Sabinus (fl. Ier siècle av. J.-C.)                             |                                       |                                       |                                       |                                       |                              |                              |                                                      |                                                      |                                                      |                                                      |                                                      |                                                      |                                  |                                  |                                  |                                  |  |  |                                                                          |                                                                          |                                                                          |                                                                          |                                                                          |                                                                          |
|              |              |              |              |                       |                       |                                               |                                               |                                                            |                                                            |                                                            |                                                            |                                                                              |                                                                              |                                                                              |                                                                              |                                                                              |                                                                              |                                       |                                       |                                       |                                       |                              |                              |                                                      |                                                      |                                                      |                                                      |                                                      |                                                      |                                  |                                  |                                  |                                  |  |  |                                                                          |                                                                          |                                                                          |                                                                          |                                                                          |                                                                          |
|              |              |              |              |                       |                       |                                               |                                               |                                                            |                                                            |                                                            |                                                            |                                                                              |                                                                              |                                                                              |                                                                              |                                                                              |                                                                              |                                       |                                       |                                       |                                       |                              |                              |                                                      |                                                      |                                                      |                                                      |                                                      |                                                      |                                  |                                  |                                  |                                  |  |  |                                                                          |                                                                          |                                                                          |                                                                          |                                                                          |                                                                          |
|              |              |              |              | Titus Flavius Sabinus | Titus Flavius Sabinus | Titus Flavius Sabinus                         | Titus Flavius Sabinus                         | Titus Flavius Sabinus                                      | Titus Flavius Sabinus                                      |                                                            |                                                            | Titus Flavius Vespasianus (empereur Vespasien) (17 novembre 69 – 23 juin 79) | Titus Flavius Vespasianus (empereur Vespasien) (17 novembre 69 – 23 juin 79) | Titus Flavius Vespasianus (empereur Vespasien) (17 novembre 69 – 23 juin 79) | Titus Flavius Vespasianus (empereur Vespasien) (17 novembre 69 – 23 juin 79) | Titus Flavius Vespasianus (empereur Vespasien) (17 novembre 69 – 23 juin 79) | Titus Flavius Vespasianus (empereur Vespasien) (17 novembre 69 – 23 juin 79) |                                       |                                       |                                       |                                       |                              |                              | Domitilla l'Aînée                                    | Domitilla l'Aînée                                    | Domitilla l'Aînée                                    | Domitilla l'Aînée                                    | Domitilla l'Aînée                                    | Domitilla l'Aînée                                    |                                  |                                  |                                  |                                  |  |  |                                                                          |                                                                          |                                                                          |                                                                          |                                                                          |                                                                          |
|              |              |              |              | Titus Flavius Sabinus | Titus Flavius Sabinus | Titus Flavius Sabinus                         | Titus Flavius Sabinus                         | Titus Flavius Sabinus                                      | Titus Flavius Sabinus                                      |                                                            |                                                            | Titus Flavius Vespasianus (empereur Vespasien) (17 novembre 69 – 23 juin 79) | Titus Flavius Vespasianus (empereur Vespasien) (17 novembre 69 – 23 juin 79) | Titus Flavius Vespasianus (empereur Vespasien) (17 novembre 69 – 23 juin 79) | Titus Flavius Vespasianus (empereur Vespasien) (17 novembre 69 – 23 juin 79) | Titus Flavius Vespasianus (empereur Vespasien) (17 novembre 69 – 23 juin 79) | Titus Flavius Vespasianus (empereur Vespasien) (17 novembre 69 – 23 juin 79) |                                       |                                       |                                       |                                       |                              |                              | Domitilla l'Aînée                                    | Domitilla l'Aînée                                    | Domitilla l'Aînée                                    | Domitilla l'Aînée                                    | Domitilla l'Aînée                                    | Domitilla l'Aînée                                    |                                  |                                  |                                  |                                  |  |  |                                                                          |                                                                          |                                                                          |                                                                          |                                                                          |                                                                          |
|              |              |              |              |                       |                       |                                               |                                               |                                                            |                                                            |                                                            |                                                            |                                                                              |                                                                              |                                                                              |                                                                              |                                                                              |                                                                              |                                       |                                       |                                       |                                       |                              |                              |                                                      |                                                      |                                                      |                                                      |                                                      |                                                      |                                  |                                  |                                  |                                  |  |  |                                                                          |                                                                          |                                                                          |                                                                          |                                                                          |                                                                          |
|              |              |              |              |                       |                       |                                               |                                               |                                                            |                                                            |                                                            |                                                            |                                                                              |                                                                              |                                                                              |                                                                              |                                                                              |                                                                              |                                       |                                       |                                       |                                       |                              |                              |                                                      |                                                      |                                                      |                                                      |                                                      |                                                      |                                  |                                  |                                  |                                  |  |  |                                                                          |                                                                          |                                                                          |                                                                          |                                                                          |                                                                          |
|              |              |              |              | Titus Flavius Sabinus | Titus Flavius Sabinus | Titus Flavius Sabinus                         | Titus Flavius Sabinus                         | Titus Flavius Sabinus                                      | Titus Flavius Sabinus                                      |                                                            |                                                            | Titus Flavius Vespasianus (empereur Titus) (30 déc. 79 – 13 sept. 81)        | Titus Flavius Vespasianus (empereur Titus) (30 déc. 79 – 13 sept. 81)        | Titus Flavius Vespasianus (empereur Titus) (30 déc. 79 – 13 sept. 81)        | Titus Flavius Vespasianus (empereur Titus) (30 déc. 79 – 13 sept. 81)        | Titus Flavius Vespasianus (empereur Titus) (30 déc. 79 – 13 sept. 81)        | Titus Flavius Vespasianus (empereur Titus) (30 déc. 79 – 13 sept. 81)        |                                       |                                       | Domitilla la Jeune                    | Domitilla la Jeune                    | Domitilla la Jeune           | Domitilla la Jeune           | Domitilla la Jeune                                   | Domitilla la Jeune                                   |                                                      |                                                      | Quintus Petillius Cerialis ( ? )                     | Quintus Petillius Cerialis ( ? )                     | Quintus Petillius Cerialis ( ? ) | Quintus Petillius Cerialis ( ? ) | Quintus Petillius Cerialis ( ? ) | Quintus Petillius Cerialis ( ? ) |  |  | Titus Flavius Domitianus (empereur Domitien) (14 sept. 81 – 18 sept. 96) | Titus Flavius Domitianus (empereur Domitien) (14 sept. 81 – 18 sept. 96) | Titus Flavius Domitianus (empereur Domitien) (14 sept. 81 – 18 sept. 96) | Titus Flavius Domitianus (empereur Domitien) (14 sept. 81 – 18 sept. 96) | Titus Flavius Domitianus (empereur Domitien) (14 sept. 81 – 18 sept. 96) | Titus Flavius Domitianus (empereur Domitien) (14 sept. 81 – 18 sept. 96) |
|              |              |              |              | Titus Flavius Sabinus | Titus Flavius Sabinus | Titus Flavius Sabinus                         | Titus Flavius Sabinus                         | Titus Flavius Sabinus                                      | Titus Flavius Sabinus                                      |                                                            |                                                            | Titus Flavius Vespasianus (empereur Titus) (30 déc. 79 – 13 sept. 81)        | Titus Flavius Vespasianus (empereur Titus) (30 déc. 79 – 13 sept. 81)        | Titus Flavius Vespasianus (empereur Titus) (30 déc. 79 – 13 sept. 81)        | Titus Flavius Vespasianus (empereur Titus) (30 déc. 79 – 13 sept. 81)        | Titus Flavius Vespasianus (empereur Titus) (30 déc. 79 – 13 sept. 81)        | Titus Flavius Vespasianus (empereur Titus) (30 déc. 79 – 13 sept. 81)        |                                       |                                       | Domitilla la Jeune                    | Domitilla la Jeune                    | Domitilla la Jeune           | Domitilla la Jeune           | Domitilla la Jeune                                   | Domitilla la Jeune                                   |                                                      |                                                      | Quintus Petillius Cerialis ( ? )                     | Quintus Petillius Cerialis ( ? )                     | Quintus Petillius Cerialis ( ? ) | Quintus Petillius Cerialis ( ? ) | Quintus Petillius Cerialis ( ? ) | Quintus Petillius Cerialis ( ? ) |  |  | Titus Flavius Domitianus (empereur Domitien) (14 sept. 81 – 18 sept. 96) | Titus Flavius Domitianus (empereur Domitien) (14 sept. 81 – 18 sept. 96) | Titus Flavius Domitianus (empereur Domitien) (14 sept. 81 – 18 sept. 96) | Titus Flavius Domitianus (empereur Domitien) (14 sept. 81 – 18 sept. 96) | Titus Flavius Domitianus (empereur Domitien) (14 sept. 81 – 18 sept. 96) | Titus Flavius Domitianus (empereur Domitien) (14 sept. 81 – 18 sept. 96) |
|              |              |              |              |                       |                       |                                               |                                               |                                                            |                                                            |                                                            |                                                            |                                                                              |                                                                              |                                                                              |                                                                              |                                                                              |                                                                              |                                       |                                       |                                       |                                       |                              |                              |                                                      |                                                      |                                                      |                                                      |                                                      |                                                      |                                  |                                  |                                  |                                  |  |  |                                                                          |                                                                          |                                                                          |                                                                          |                                                                          |                                                                          |
|              |              |              |              |                       |                       |                                               |                                               |                                                            |                                                            |                                                            |                                                            |                                                                              |                                                                              |                                                                              |                                                                              |                                                                              |                                                                              |                                       |                                       |                                       |                                       |                              |                              |                                                      |                                                      |                                                      |                                                      |                                                      |                                                      |                                  |                                  |                                  |                                  |  |  |                                                                          |                                                                          |                                                                          |                                                                          |                                                                          |                                                                          |
|              |              |              |              |                       |                       |                                               |                                               |                                                            |                                                            |                                                            |                                                            |                                                                              |                                                                              |                                                                              |                                                                              |                                                                              |                                                                              |                                       |                                       |                                       |                                       |                              |                              |                                                      |                                                      |                                                      |                                                      |                                                      |                                                      |                                  |                                  |                                  |                                  |  |  |                                                                          |                                                                          |                                                                          |                                                                          |                                                                          |                                                                          |
|              |              |              |              |                       |                       |                                               |                                               |                                                            |                                                            |                                                            |                                                            |                                                                              |                                                                              |                                                                              |                                                                              |                                                                              |                                                                              |                                       |                                       |                                       |                                       |                              |                              |                                                      |                                                      |                                                      |                                                      |                                                      |                                                      |                                  |                                  |                                  |                                  |  |  |                                                                          |                                                                          |                                                                          |                                                                          |                                                                          |                                                                          |
| Julia Flavia | Julia Flavia | Julia Flavia | Julia Flavia | Julia Flavia          | Julia Flavia          |                                               |                                               | Titus Flavius Sabinus marié à Julia Flavia, fille de Titus | Titus Flavius Sabinus marié à Julia Flavia, fille de Titus | Titus Flavius Sabinus marié à Julia Flavia, fille de Titus | Titus Flavius Sabinus marié à Julia Flavia, fille de Titus | Titus Flavius Sabinus marié à Julia Flavia, fille de Titus                   | Titus Flavius Sabinus marié à Julia Flavia, fille de Titus                   |                                                                              |                                                                              | Titus Flavius Clemens (exécuté en 95)                                        | Titus Flavius Clemens (exécuté en 95)                                        | Titus Flavius Clemens (exécuté en 95) | Titus Flavius Clemens (exécuté en 95) | Titus Flavius Clemens (exécuté en 95) | Titus Flavius Clemens (exécuté en 95) |                              |                              | Flavia Domitilla éponyme des catacombes de Domitilla | Flavia Domitilla éponyme des catacombes de Domitilla | Flavia Domitilla éponyme des catacombes de Domitilla | Flavia Domitilla éponyme des catacombes de Domitilla | Flavia Domitilla éponyme des catacombes de Domitilla | Flavia Domitilla éponyme des catacombes de Domitilla |                                  |                                  |                                  |                                  |  |  |                                                                          |                                                                          |                                                                          |                                                                          |                                                                          |                                                                          |
| Julia Flavia | Julia Flavia | Julia Flavia | Julia Flavia | Julia Flavia          | Julia Flavia          |                                               |                                               | Titus Flavius Sabinus marié à Julia Flavia, fille de Titus | Titus Flavius Sabinus marié à Julia Flavia, fille de Titus | Titus Flavius Sabinus marié à Julia Flavia, fille de Titus | Titus Flavius Sabinus marié à Julia Flavia, fille de Titus | Titus Flavius Sabinus marié à Julia Flavia, fille de Titus                   | Titus Flavius Sabinus marié à Julia Flavia, fille de Titus                   |                                                                              |                                                                              | Titus Flavius Clemens (exécuté en 95)                                        | Titus Flavius Clemens (exécuté en 95)                                        | Titus Flavius Clemens (exécuté en 95) | Titus Flavius Clemens (exécuté en 95) | Titus Flavius Clemens (exécuté en 95) | Titus Flavius Clemens (exécuté en 95) |                              |                              | Flavia Domitilla éponyme des catacombes de Domitilla | Flavia Domitilla éponyme des catacombes de Domitilla | Flavia Domitilla éponyme des catacombes de Domitilla | Flavia Domitilla éponyme des catacombes de Domitilla | Flavia Domitilla éponyme des catacombes de Domitilla | Flavia Domitilla éponyme des catacombes de Domitilla |                                  |                                  |                                  |                                  |  |  |                                                                          |                                                                          |                                                                          |                                                                          |                                                                          |                                                                          |